# 秩父別町
秩父別町（日语：／ Chippubetsu chō */?）為一個位於日本北海道空知綜合振興局北部的城鎮，地處石狩平原的北端、雨龍平原的北部。東部地區多用作水田。雨龍川在境內由北往西流，成為與沼田町等其他村鎮的分界線。
名稱源於阿伊努語「ci-kus-pet」（有通道的河流）或「cip-kus-pe」（行船的河流）。

## 歷史
- 1895年：400戶屯田兵進入秩父別地區進行開墾。[4]
- 1901年10月16日：秩父別村從深川村（現在的深川市）分村。
- 1906年4月1日：成為北海道二級村。
- 1923年4月1日：成為北海道一級村。
- 1959年9月1日：改制為秩父別町。

## 交通

### 機場
- 旭川機場（位於東神樂町）

### 鐵路
- 北海道旅客鐵道
  - 留萌本線：秩父別車站 - 北秩父別車站

|  |

### 道路
| 高速國道 - 深川留萌自動車道：秩父別交流道 - 秩父別休息區 一般國道 - 國道233號（深川國道） | 道道 - 北海道道281號深川多度志線 - 北海道道282號沼田秩父別線 - 北海道道372號秩父別停車場線 - 北海道道628號小藤沼田線 |

### 巴士
- 北海道中央巴士：高速留萌號
- 空知中央巴士：沼田線
- 道北巴士：留萌旭川線

## 觀光

### 景點
- 百年記念塔：塔內之西式鐘重量2.8公噸，為全日本最重的西式鐘。
- 秩父別町観光體驗牧場

## 教育

### 中學校
- 秩父別町立秩父別中學校

### 小學校
- 秩父別町立秩父別小學校

## 姊妹市、友好都市

### 日本
- 綾南町（香川縣綾歌郡）：締結於1979年9月8日，已於2006年3月21日合併為綾川町。

## 本地出身之名人
- 丸木俊：畫家、原爆之圖作者
- 赤松俊理：NHK播音員
- 黑木亮：小説家

## 外部連結
- （日語）秩父別町商工會